# Vanny Reis
Ivanilda (Vanny) Reis (13 de Outubro de 1985 em Mindelo, Cabo Verde ) é a atual detentora dos títulos de Miss África Ocidental  e Miss África Ocidental Cabo Verde .

## Miss África Ocidental
Como representante oficial de Cabo Verde no concurso de Miss África Ocidental 2011 realizado em Banjul, na Gâmbia, a 18 de dezembro de 2011, Vanny Reis conquistou a coroa de Miss África Ocidental 2011/12, tornando-se a primeira mulher a conquistar um concurso internacional para Cabo Verde.

## ligações externas
- Miss África Ocidental